# Trichoxys vitticollis
Trichoxys vitticollis là một loài bọ cánh cứng trong họ Cerambycidae.